# Linia kolejowa Wyszogóra – Resko Północne
Linia kolejowa Wyszogóra – Resko Północne – rozebrana w 1945 roku normalnotorowa linia kolejowa łącząca Wyszogórę z Reskiem.

## Historia
Budowę linii rozpoczęto 28 lipca 1892 roku. Linię oddano do użytku 1 listopada 1893 roku na odcinku Wyszogóra - Resko Południowe. 1 maja 1907 roku linię wydłużono do Reska Północnego. W 1945 roku linię fizycznie rozebrano na odcinku od Wyszogóry do Reska Południowego, natomiast odcinek Resko Południowe - Resko Północne zamknięto dla ruchu pasażerskiego i towarowego. Linia na całej swojej długości była jednotorowa o rozstawie szyn wynoszącym 1435 mm.